# 1er régiment de hussards parachutistes
Das 1er régiment de hussards parachutistes (1er RHP – 1. Fallschirm-Husarenregiment) ist ein aktives Regiment der französischen Kavallerie (Arme blindée et cavalerie). Stationiert ist es in Tarbes. Es ist das einzige gepanzerte Regiment der 11e brigade parachutiste (11. Fallschirmbrigade). Gemäß den französischen Gepflogenheiten entspricht der Name der Einheit nicht unbedingt der Aufgabenstellung. Es handelt sich um ein Luftlande-Panzeraufklärungsregiment. Das zuständige Territorialkommando ist die Région militaire Terre Sud-Ouest – RTSO (Land-Militärregion Südwest), dessen Stab sich in Bordeaux befindet.

## Aufstellung und signifikante Änderungen
- 1719 bis 1720: Die Husaren „de Bercheny“ wurden in Konstantinopel mit Zustimmung des Regenten Philippe d’Orléans durch den Grafen de Bercheny, einem von den Habsburgern verfolgten ungarischen Patrioten, aufgestellt.
- 1791: Die Einheiten der französischen Armee verloren ihre Namen und wurden nur noch nach Nummern bezeichnet. Das „Régiment de Bercheny“ wurde zum 1er régiment de hussards.
- 29 floréal an IV: (19. Mai. 1796) dem Regiment wurde die Hälfte des Personals des aufgelösten „13e régiment de hussards“ eingegliedert
- 1815: nach der Herrschaft der Hundert Tage erfolgte die Auflösung
- 1816: Wiederaufstellung als 1er régiment de hussards du Jura.
- 1824: umbenannt in „1er régiment de hussards de Chartres“.
- 1940: nach dem Waffenstillstand von Compiègne aufgelöst.
- 1945: von der Résistance unter dem Namen Régiment de reconnaissance de la 25e division (Aufklärungsregiment der 25. Division) neu aufgestellt.
- 1946: Anlässlich der Verlegung nach Algerien wurde das Regiment in die 11. Fallschirmbrigade der 25. Luftlandedivision versetzt und in 1er régiment de hussards parachutiste[1] umbenannt.

## Mestres de camp/Colonels/Chefs de brigade
Mestre de camp war von 1569 bis 1661 und von 1730 bis 1780 die Rangbezeichnung für den Regimentsinhaber und/oder für den mit der Führung des Regiments beauftragten Offizier. Die Bezeichnung „Colonel“ wurde von 1721 bis 1730, von 1791 bis 1793 und ab 1803 geführt. Zwischen 1793 und 1803 hieß es Chef de brigade, auch wenn es bei der Kavallerie keine „demi-brigades“ (Halbbrigaden) gab.
Nach 1792 gab es keine Regimentsinhaber mehr.
Sollte es sich bei dem Mestre de camp/Colonel um eine Person des Hochadels handeln, die an der Führung des Regiments kein Interesse hatte, so wurde das Kommando dem „Mestre de camp lieutenant“ (oder „Mestre de camp en second“) respektive dem „Colonel-lieutenant“ oder „Colonel en second“ überlassen.
Ancien Régime
- 1720: Ladislas Ignace de Bercheny
- 1722: de Bonnaire
- 1744: de Nordmann
- 1749: de Totte

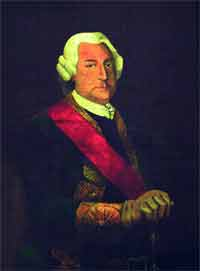
Comte Ladislas de Bercheny

- 1751: de Bercheny (Sohn von Ladislas Ignace de Bercheny)
- 1762: de Polleretsky
- 1762: François Antoine Ladislas de Bercheny (1744–1811) (Enkel von Ladislas Ignace de Bercheny)
- 1762: de Sombreuil
- 1771: de Humbert
- 1776: de Thumery
- 1785: de Pange
- 1789: Henri Roland Lancelot Turpin de Crissé

### Französische Revolution und Erstes Kaiserreich
- 1792: Henri Christian Michel Stengel – Colonel
- 1792: Joseph Armand Nordman – Colonel
- 1793: Philippe Glad – Chef de brigade
- 1795: Louis Jean Charles Bougon-Duclos – Chef de brigade
- 1796: Antoine Henri de Carowe – Chef de brigade
- 1797: Joseph-Denis Picard – Chef de brigade
- 1803: Philippe Augustin Le Rouvillois – Colonel
- 1807: Jacques Begoügne de Juniac – Colonel
- 1810: Eugène Antoine François Merlin – Colonel
- 1813: François Joseph Marie Clary – Colonel
- 1814: Charles Nicolas Oudinot – Colonel
- 1815: François Joseph Marie Clary – Colonel

In diesem Zeitraum gefallene oder verwundete Colonels des Regiments
- Colonel Stengel, verwundet am 21. April 1796 in der Schlacht bei Mondovi, am 28. April an seinen Verwundungen verstorben
- Chef de brigade Bouglon-Duclos, am Fieber verstorben
- Chef de brigade Carrowe, gefallen am 6. September 1796 in der Schlacht bei Rovero
- Colonel Rouvillois, verwundet am 19. Dezember 1806
- Colonel Juniac, verwundet am 6. Februar 1807

zwischen 1805 und 1815 gefallenen oder verwundete Offiziere
- gefallen: 5
- an ihren Verwundungen verstorben: 6
- verwundet: 57

### Erste und Zweite Restauration

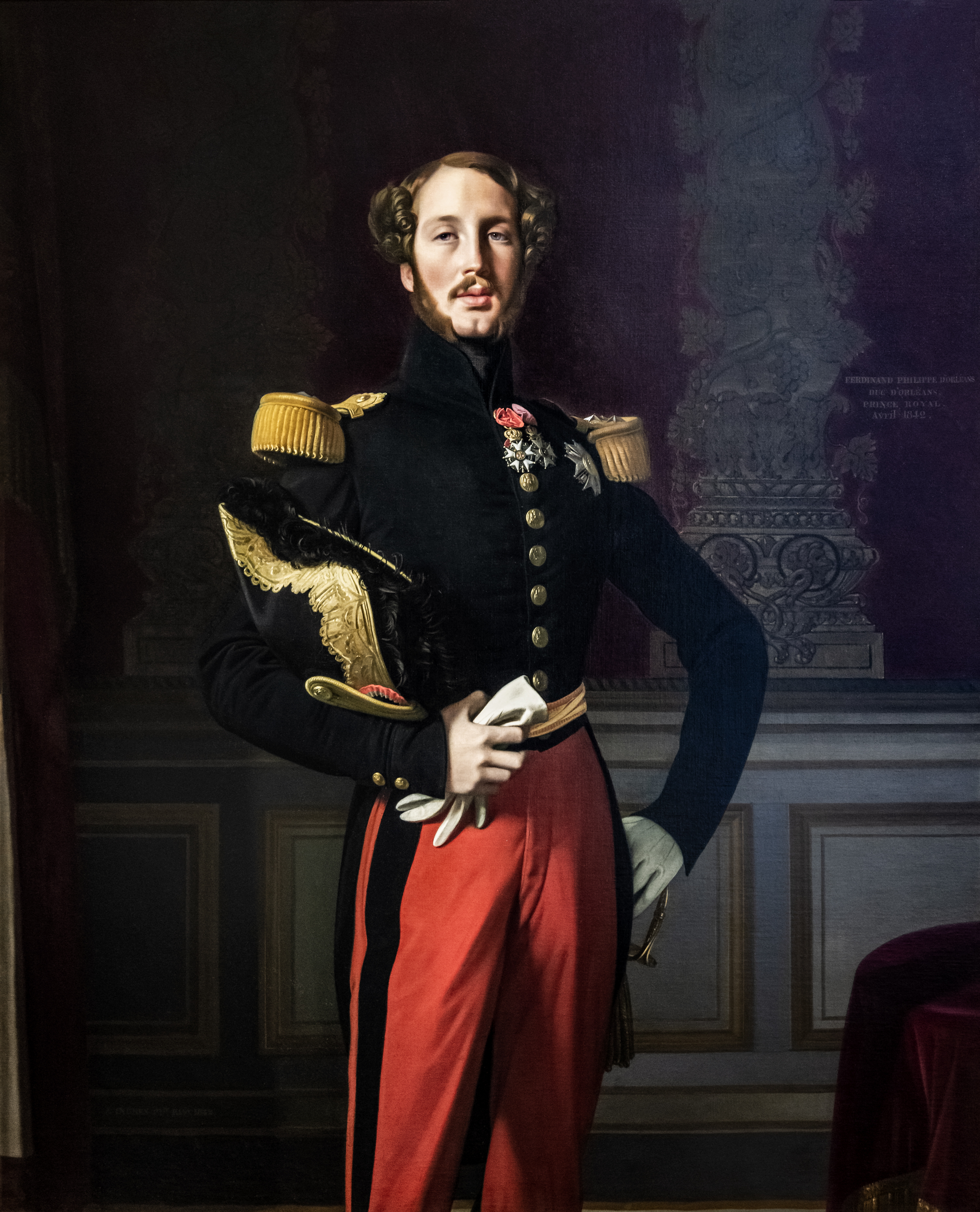
Porträt von Ferdinand-Philippe d’Orléans, (Jean-Auguste-Dominique Ingres (1842))

- Regimentsstab vor 1815

Colonel Auguste-Ambroise-Joselin de Verdière
Lieutenant-colonel: Armand-Louis, chavalier de l'Orme
Chefs d’escadrons: M. Vidal de Léry und Jacques-Victor de Suzainnecourt
Major: Joseph-Antoine, vicomte de Lodin du Mauvoic
Capitaines adjoint-majors: Pierre de Vigneras und Alexandre Pothée
Lieutenant-trésorier: François Vial
Capitaine d’habillement: (Hauptmann als Bekleidungsoffizier) Jean-Pierre Carmignac
Sous-lieutenant porte-étendard: (Leutnant-Standartenträger) Michel-Rémi Renaud
Aumônier: Jean Didier (Regimentsgeistlicher)
Chirurgien major: Jean-Baptiste Hermaut (Regimentsarzt)
Chirurgien aide-major: (Regiments-Hilfsarzt) Antoine-Claude Marchal, genannt Lafontaine
- 1824 bis 1830

Colonel: Ferdinand Philippe d’Orléans, duc de Chartres, später duc d’Orléans

### 1830–1848: Julimonarchie
1830 bis 1832
- Colonel Ferdinand Philippe d’Orléans, duc de Chartres
- Lieutenant-colonel Lanthonnet
- Chef d'escadron de Suremain
- Chef d'escadron Lestocquoy

- 1832 bis 1836: Colonel Joseph Simon Pozac
- 1845: Colonel Berryer

### Zweites Kaiserreich
- 1854: Colonel comte Lion
- 1856: Colonel Moucheton de Gerbrois
- 1864: Colonel de la Jaille
- 1867: Colonel Paul de Bauffremont

### 1870 bis 1914
- 1870: Colonel Paul de Bauffremont
- 1872: Colonel Raimon d'Agoult
- 1884: Colonel Poulard
- 1889: Colonel Buffet
- 1892: Colonel Geslin de Bourgogne
- 1894: Colonel Lageon
- 1897: Colonel de Quinemont
- 1907: Colonel Simon de la Mortière
- 1912: Colonel Renaudeau d'Arc

### Erster Weltkrieg
- 1914: Colonel Leps
- 1918: Colonel d'Amade

### Zwischenkriegszeit
- 1926: Colonel Robert
- 1931: Colonel Aubry de la Noé
- 1932: Colonel Malcor

### Zweiter Weltkrieg
- 1939: Colonel Rabany
- 1940: Colonel de Groulard[5]

### Seit 1946
| I. | II. | III. |
| --- | --- | --- |
| - 1946 bis 19??: Colonel De Gastines - 1952 bis 1953: Colonel Teyssou - 1954 bis 1956: Colonel Bertrand Huchet de Quénétain - 1956 bis 1958: Lieutenant-colonel Hebrard - 1958 bis 1960: Lieutenant-colonel Compagnon - 1960 bis 1962: Colonel Gautier - 1962 bis 1963: Lieutenant-colonel Teule - 1963 bis 1964: Colonel Donnart - 1964 bis 1966: Colonel de Boisfleury - 1966 bis 1968: Colonel Laflaquiere - 1968 bis 1970: Colonel Jean Combette | - 1970 bis 1972: Colonel Boissau - 1972 bis 1974: Colonel Delmotte - 1974 bis 1976: Colonel Morel - 1976 bis 1978: Colonel Gouttenoire - 1978 bis 1980: Colonel Berge - 1980 bis 1982: Colonel Varret - 1982 bis 1984: Colonel Genest - 1984 bis 1986: Colonel Gobillard - 1986 bis 1988: Colonel d'Astorg - 1988 bis 1990: Colonel Le Mière - 1990 bis 1992: Colonel Marcel Valentin - 1992 bis 1994: Colonel Hubin - 1994 bis 1996: Colonel Duhesme - 1996 bis 1998: Colonel Maes | - 1998 bis 2000: Colonel Duquesne - 2000 bis 2002: Colonel de Bavinchove (CEM ISAF in Afghanistan) - 2002 bis 2004: Colonel Delort-Laval - 2004 bis 2006: Colonel de Marisy - 2006 bis 2008: Colonel de Lapresle - 2008 bis 2010: Colonel Villiaumey - 2010 bis 2012: Colonel Langlade de Montgros - 2012 bis 2014: Colonel Peltier - 2014 bis 2016: Colonel Aumonnier - 2016 bis 2018: Colonel Rondet - 2018 : Lieutenant-colonel Lafontaine |

### Garnisonen
| I.                                                               | II.                                                                     | III. |
| ---------------------------------------------------------------- | ----------------------------------------------------------------------- | --- |
| - 1722: Haguenau - 1725: Vendôme - 1820: Sélestat - 1858: Tarbes | - 1866: Auch - 1870: Niort - 1880: Épinal - 1904: Valence - 1919: Tours | - 1921: Tarascon - 1935: Angers - 1946: Constantine - 1949 bis 1956: Auch - 1956 bis 1961: Marokko und Algerien - 1961: Tarbes |

## Einsatzgeschichte

### Ancien Régime

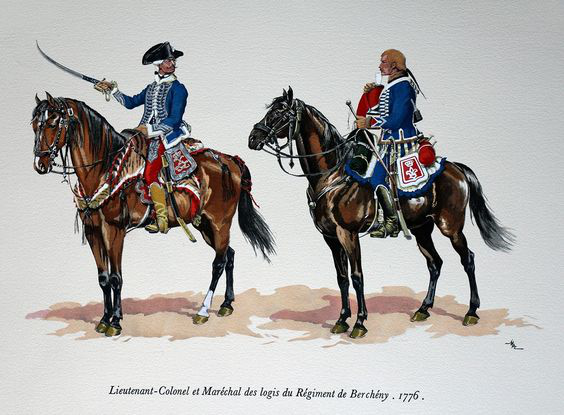
Bercheny Husaren im Ancien Régime

- 1720: Nach dem Krieg der Quadrupelallianz und dem Friedensvertrag vom Februar 1720, ersuchte der Comte Ladislas de Bercheny bei König Louis XV. um die Genehmigung in der Walachei ein Husarenregiment anzuwerben. In einem Brief an den Kriegsminister erklärte der Exil-Ungar, dass er beabsichtigt ein Elitekorps zu errichten, das er in den Dienst seiner Wahlheimat stellen wolle.

Im Grunde handelte es sich bereits um ein europäisches Regiment, bis zum Ende des 18. Jahrhunderts bestand es aus emigrierte Ungarn, Deutschen, Belgiern, Polen, Franzosen und vereinzelt einigen weiteren Nationalitäten.
Louis XV. gab freie Hand für das Vorhaben und unterzeichnete am 12. Juni 1720 das Dekret zur Bildung des Regiments zu vier Kompanien zu je 41 Reitern. Im Herbst 1720 kamen per Schiff 200 Mann aus Konstantinopel in Maguelonne an.
Sanitärdienst gegen die Pest.
Obwohl im Frieden, fand sich das Regiment bald im Kampf – gegen die Pest.
Die Seuche verwüstete die Provence; dem Intendanten Baville fehlten die Truppen, um den sogenannten Sanitärkordon einzurichten. Er unterstellte sich das „Régiment de Bercheny“ und teilte es zur Bewachung der Straßen entlang der Ketten der Cevennen im Languedoc ein.
Die offiziellen Dokumente des Regiments, trugen fast immer den Briefkopf « Cavalerie (sic) Hongroise Régiment de Bercheny ». Der „Etat de la France“ von 1722 führte nur zwei Husarenregimenter zu je einer Escadron auf; das Régiment de Ratsky-Hussards mit Monsieur de Soffy als Colonel-lieutenant und das „Régiment de Bercheny-Hussards“ mit Monsieur de Bonnaire. Im Juni 1725 wurde Bercheny zum Mestre de camp befördert und zum und ersten Kämmerer Seiner Majestät ernannt.
- 1728: In diesem Jahr wurden als Regimentsstärke vier Escadrons zu je zwei Kompanien angegeben. Insgesamt waren 56 Offiziere und 800 Unteroffiziere und Husaren aufgelistet.
- 1732: Das Regiment lag im Camp de Richemont an der Mosel.

### Polnischer Thronfolgekrieg (1733 bis 1738)
Oberkommandierender der Armée du Rhin (Rheinarmee) war James Fitzjames, 1. Duke of Berwick.
An der Spitze der Armee ritten die Bercheny-Husaren und die Orléans-Dragoner.
Per Verordnung vom Mai 1734 war die Stärke des Regiments auf drei Escadrons zu je 4 Kompanien zu je 50 Mann festgesetzt. (38 Offiziere, 12 Maréchaux des logis, 12 Trompeter und ein Kesselpauker). Drei Monate später wurde der Comte Ladislas de Bercheny zum Brigadier des armées du roi (Februar 1734) befördert und stand beim Übergang über den Rhein an der Spitze seines Regiments. Erste Kampfeinsätze erfolgten bei der Belagerung der Festung Kehl, und an der Ettlinger Linie. Es folgte die Belagerung von Philippsburg. Nach dem Gefecht bei Klausen bildeten die Husaren, zusammen mit 36 Grenadierkompanien die Vorhut.
Mit dem Frieden von Wien wurde das Regiment reduziert, es bestand jetzt noch aus zwei Escadrons zu je vier Kompanien mit einem Marechal de logis, 2 Brigadiers und 25 Husaren pro Kompanie. Der Comte de Bercheny war bereits am 1. März 1738 per Brevet zum Maréchal de camp befördert worden. Das Regiment wurde zunächst in Sarralbe, 1739 in Givet und Philippeville und 1740 in der Franche-Comté untergebracht.

### Österreichischer Erbfolgekrieg (1741 bis 1748)
Während des Krieges kämpften die Einheit ständig gegen die österreichischen Husaren. Auszeichnen konnten sich „de Bercheny“ bei der Belagerung von Prag, in der Schlacht bei Dettingen, im Feldzug im Elsass (1744), beim Rheinübergang der Armee von Louis François I. de Bourbon, prince de Conti, in der Schlacht bei Roucoux und in der Schlacht bei Lauffeldt.
- 1741: (Feldzug mit dem Maréchal de Belle-Isle in Böhmen)

Beim Beginn des Krieges war das Regiment sechs Escadrons stark, pro Kompanie mit 50 Reitern. Ab dem 26. November 1741 operierte der Verband von Prag aus, Winterquartiere wurden in Sasawa bezogen.
- 1742:

In Sasawa wurde sie am 2. Mai 1742 von einem starken österreichischen Verband angegriffen, vor dem sie sich nach Prag zurückziehen mussten. Das Regiment stieß zur dann zur Písek-Armee und marschierte zur Rettung der Burg Frauenberg, deren Feinde am 25. Mai die Belagerung aufhoben. Der Sold der Husaren bestand damals täglich aus 7 Sous im Winter sowie 3 Sous 6 Deniers im Sommer.
- 1743: Beim Rückzug von Belle-Isle aus Böhmen bildete „de Bercheny“ die Nachhut, kämpfte bis nach Eger und deckte die Armee gegen die Schwärme von feindlichen Husaren und Panduren. Das Regiment stand dann bei der Armee am Rhein bei Speyer an der Spitze einer leichten Division. Im Februar wurden Quartiere in Weissenburg bezogen. Am 8. Juni bildete „de Bercheny“ mit drei Dragonerregimentern die Vorhut auf dem Weg nach Aschaffenburg und besetzten am 27. Juni nach der Schlacht bei Dettingen den Ort. Auf dem Rückweg zum Rhein waren die Husaren in die Nachhut eingeteilt. Winterquartiere wurden in Sarreguemines bezogen.
- 1744: (Feldzug in Flandern)

Das Regiment bestand aus vier Escadrons und war zusammen mit dem Régiment d’Egmont Dragons, dem „Régiment d’Orléans cavalerie“, 400 Mann Infanterie und den „Arquebusiers de Grassin“ beauftragt, die Verbindungslinien zwischen Lille und Douai zu schützen; währenddessen die Belagerungen von Menen und Ypern durch den König selbst befehligt wurden. Im Juni folgten Kämpfe bei Soufflenheim und Bischwiller.

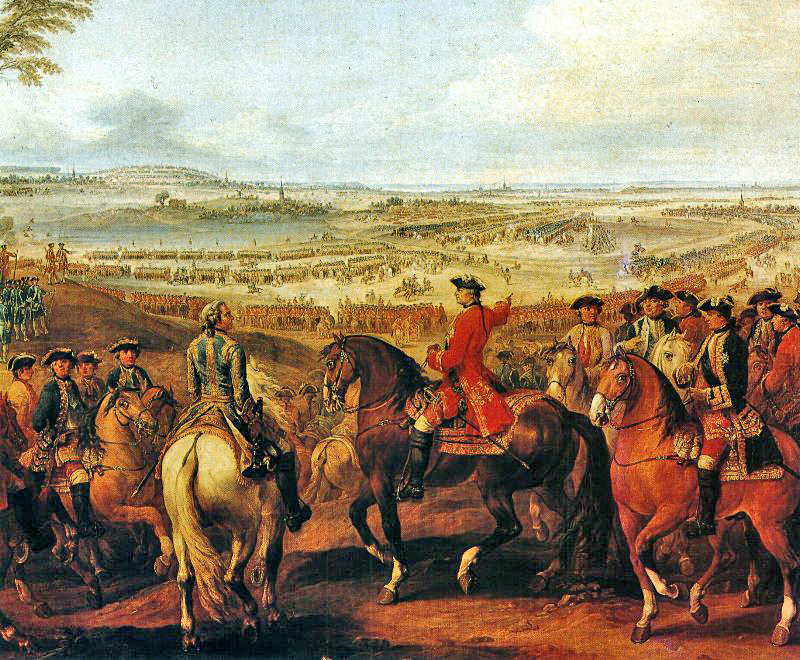
Schlacht bei Lauffeldt

- 1745: Im Frühjahr marschierte das Regiment (12 Escadrons und 8 Bataillone Infanterie) in der Vorhut der Armee des Prince de Conti an den Main. Zunächst im Bereich Rüsselsheim bis Oberursel operierend, überquerte es dann den Neckar. Mit der Deckung der linken Flanke von Condé beauftragt, konnte es sich in Wolfskehlen mit 1700 Mann und zwei Kanonen gegen die 20.000 Mann des General von Baronay behaupten. Auf dem Marsch von Pfungstadt nach Nordheim am Main bildete es die Nachhut. Im August verlegte es mit sieben Kavallerieregimentern, 150 Dragonern und den „Compagnies franches de Mandré“[12] nach Vaudrevange, in der Nähe von Sarrelouis.
- 1746: Im Mai lag das Regiment vor Tervuren (bei Brüssel) um bei den Belagerungen der großen Festungen der Niederlande Abschirmungsdienste zu leisten. Teilnahme an der Schlacht bei Raucoux.
- 1747: Am 8. Mai verließ das Regiment Mechelen und verlegte in den Bereich von Dendermonde. Zusammen mit den Regimentern „de Beausobre Houzards“, und „de Turpin Houzards“ lag es in Reserve, wurde aber Tag und Nacht von den feindlichen Husaren und Panduren belästigt. Einsatz in der Schlacht bei Lauffeldt.
- 1748: Bis zum Frieden lag das Regiment in Aachen. Ein Détachement war in die Provence zur Armee von Belle-Isle abkommandiert.

### Friedenszeit
Mit der Reform des Jahres 1748 befanden sich insgesamt drei ungarische (Regimenter „de Bercheny“, „de Turpin“, „de Polleretsky“) und vier deutsche Husarenregimenter („de Lynden“, „de Beausobre“, „de Raugrave“ und „de Ferrary“) in französischem Dienst.
Das Regiment lag zu diesem Zeitpunkt in Longwy, wo es auf zwei Escadrons zu je vier Kompanien zu je 25 Reiter reduziert wurde. Die sieben Husarenregimenter sollten einen Personalbestand von 800 Mann haben. Durch die Beibehaltung von überzähligen Husaren belief sich dann die tatsächliche Zahl aller Husaren der Armee auf 952 Mann, was im Etat Kosten von 347.449 Livres und 15 Sous verursachte.
Kostenaufstellung per 31. Oktober 1748
Einem Capitaine der Hussards wurden jährlich 2160 Francs zur Verfügung gestellt und wie folgt aufgeteilt:
- zur eigenen Verwendung monatlich: 15 Francs (gesamt 180 Francs)
- Aufwendungen für den Kesselpauker monatlich: 6 Francs (gesamt 72 Francs)
- Aufwendungen für den Trompeter monatlich: 24 Francs (gesamt 288 Francs)
- für Husarenstiefel à 10 Francs (gesamt 250 Francs)
- Stiefel für den Capitaine: (gesamt 17,12 Francs)
- Stiefel für den Chirurgien major (Escadronsarzt): 3 Francs (gesamt 36 Francs)
- Husarenhosen à 5 Francs (gesamt 125 Francs)
- Reparatur von Waffen und Pferdegeschirren: 200 Francs
- Gesamtsumme der festen Kosten: 1168,12 Francs
- freie Summe für Wartung und Instandhaltung: 991,88 Francs
- Gesamtbetrag: 2.160 Francs

Im Jahre 1751 lag das Regiment in Sarrelouis in Garnison, 1752 in Saint-Mihiel
Offiziersliste 1751:
- Colonel: Nicolas, comte de Bercheny .
- Lieutenant colonel: André de Totte
- Major[14] : P.A. de Viet (Elsässer, 40 Jahre)
- Aide major[15]: Paul Simonitz (36 Jahre)
- 1er capitaine[16]: Laurent de Sarkozy (63 Jahre)
- 2e capitaine[17]: Paul Benyowski de Benyo (47 Jahre),
- 3e capitaine : Lean Deack (47 Jahre)
- 4e capitaine : Martin Kovets de Tsengery (39 Jahre) Konvertierter Protestant, vorher im „Régiment d’Esterhazy“ und im „Régiment de Beausobre“
- 5e capitaine : Michel, baron de Prény (30 Jahre), Volontär im „Régiment d’Esterhazy“ und Cornet[18] im „Régiment de Bercheny“
- 6e capitaine : Todor Sogarossy (55 Jahre)
- 7e capitaine : Adam de Marony (36 Jahre), Lutheraner
- 8e capitaine : André de Totte (22 Jahre) als freigestellter Lieutenant im Regiment
- Capitaine réformé (freigestellt): Jean Naudory (37 Jahre)
- Lieutenant en pied (Leutnant zu Fuß): Paul de Besterzny (35 Jahre), überzählig im Régiment de Beausobre bei dessen Auflösung 1748
- Lieutenant en pied : Joseph Székely (38 Jahre), Brigadier im Régiment de Ratsky, Lieutenant im Régiment de Beausobre.
- Lieutenant en pied : François de Totte (14 Jahre)
- Lieutenant en pied : Gabord Appony (32 Jahre)
- Lieutenant en pied : Jean Hyeste (38 Jahre), konvertierter Lutheraner
- Lieutenant en pied : André Solyone (46 Jahre), konvertierter Lutheraner der Volontäre d’Esterhazy (1735), als „Lieutenant réformé“ im Regiment.
- Lieutenant en pied : Jean Salussy (38 Jahre), Lutheraner, Volontaires de Bercheny
- Lieutenant en pied : François Bosnyack (33 Jahre), Volontaires de Bercheny
- Lieutenant réformé : Adam Dedaisky (28 Jahre)
- Lieutenant réformé : François Horwath (33 Jahre)
- Lieutenant réformé : François d’Anska (22 Jahre), Pole
- Lieutenant réformé : Etienne Desy (38 Jahre)
- Lieutenant réformé : François Kalay (28 Jahre)
- Lieutenant réformé : François-Antoine de Bercheny (10 Jahre), Kornett
- Lieutenant réformé : Valentin-Ladislas d’Esterhazy (18 Jahre)

Bis auf einen Elsässer und einen Polen waren alle Offiziere von ungarischer Nationalität. Die meisten waren Katholisch.
1754 lag das Regiment mit 2 Escadrons und 200 Mann noch in Saint-Mihiel.

### Siebenjähriger Krieg (1756 bis 1763)
- 1756: Das Regiment gehörte zur Armee des Maréchal de Richelieu, marschierte zur Aller und war an der Einnahme von Celle beteiligt. Es wechselte unter das Kommando von Maréchal de Conflans, marquis d’Armentières und war bei der Besetzung von Quedlinburg eingesetzt. Zwei Escadrons hielten sich als Nachhut in Kassel auf.
- 1757: Das Regiment befand sich in Worms. Am 1. März zur Armee in Westfalen und Hannover abgestellt. Dann, nach dem Rückzug der Hannoveraner, bis zum Ende des Feldzuges in Hessen. Im September erfolgte die Abordnung zur Armee von Charles de Rohan, prince de Soubise. Operationsgebiet war die Gegend um Hannover, wo auch Winterquartiere bezogen wurden.
- 1758: Im Mai wurde das „Régiment de Polleretsky-Hussards“ eingegliedert. Nach der Niederlage in der Schlacht bei Krefeld im Juni zog das Regiment mit der Armee von Chevert nach Hannover. Einsatz in der siegreichen Schlacht bei Lutterberg. Die Husaren konnten 13 Geschütze und viel Gepäck erbeuten und eine nicht unerhebliche Anzahl an Gefangenen machen. Dazu kamen noch die Verwundeten, die im Wald aufgelesen wurden[19].
- 1759: Nach der Schlacht bei Minden am 1. August zog sich das Regiment mit der Armee von Saint-Germain nach Kassel zurück. Es war abgenutzt und auf die Hälfte dezimiert; musste daher nach hinten in Richtung Marburg zu den großen Konvois geschickt werden. Am 1. September sollte es das Winterquartier in Frankfurt beziehen.
- 1760: Bei allen Manövern und Begegnungen, die das Korps von Saint-Germain im Frühjahr in Hessen durchgeführt hatte, wurde „de Bercheny“ in Reserve gehalten, was auf den schlechten Zustand zurückzuführen war. Im Juni stand es dann doch im Gefecht bei Schlüchtern in dem 50 Gefangene gemacht und 50 Pferde erbeutet werden konnten.
- 1761: Im Quartier in Sarrelouis. Änderung der Regimentsstruktur durch Aufstellung eine Bataillons zu Fuß mit fünf Füsilierkompanien (Compagnies des fusiliers) und einer Grenadierkompanie (Compagnie de grenadiers) – jede 100 Mann stark. Das Bataillon erreichte dann doch nur eine Stärke von 460 Mann. Die Uniform hatte die gleichen Farben wie die der Reiter. In den folgenden zwei Jahren lag es in Mulhouse und Mosbach und wurde nur bei Bedarf eingesetzt.

### Friedenszeit
Gemäß der Reform von 1761 verblieben nur drei Husarenregimenter im Dienst: „de Bercheny“, „de Chamborant“ und „Royal-Nassau“. Die Anordnung von de Choisuel (Dezember 1762) gab folgendes vor:
- Die sogenannten „Partisanenregimenter“ (Régiments partisans) wurden auf einen Friedensstand von 3 Escadrons (im Gegensatz zur Kriegsstärke von sechs Escadrons) reduziert. Jede Escadron hat vier Kompanien zu 25 Mann.
- In der Kompanie befanden sich:

1 Capitaine
1 Lieutenant
2 Brigadiers
1 Trompeter
14 berittene Husaren
10 unberittene Husaren

### Stellenbesetzung des Regiments 1762
| I. | II. | III. |
| --- | --- | --- |
| - Stab Comte François-Antoine de Bercheny, Regimentsinhaber, Mestre de camp Chevalier de Polleretsky, Lieutenant colonel im Rang eines Mestre de camp. Martin Muller, Major Rudolphe Treyer, Sous-aide major. Valentin Krafft, Aide major Jean Houbert, Quartier-maître (Quartiernmeister) Charles Roupier, Trésorier (Zahlmeister) - Compagnie Mestre de camp Lieutenant Ladislas de Szombathely Sous-lieutenant Paul Berken | - Compagnie Lieutenant-colonel Lieutenant Antoine Muller Sous-lieutenant Philippe Belinghauser - Compagnie Dastier (1. Kompanie) Lieutenant Etienne Desy Sous-lieutenant Georges Brisack - Compagnie Horwath (5. Kompanie) Lieutenant Jean Guady Sous-lieutenant Jean Schlosser - Compagnie Degrave (6. Kompanie) Lieutenant Michel Szekekely Sous-lieutenant Joseph Faber - Compagnie Donkzsa (7. Kompanie) Lieutenant Etienne Plegey Sous-lieutenant Sébastien Koenig - Compagnie de Vernier (2. Kompanie) Lieutenant Antoine Krafft Lieutenant Jean la Katos | - Compagnie Bosnyack (8. Kompanie) Lieutenant Louis Magonetzky Sous-lieutenant François Pivouka - Compagnie de Néel (3. Kompanie) Lieutenant Martin Rudnitzky Sous-lieutenant André Moureau - Compagnie de Niesté (9. Kompanie) Lieutenant Martin Marty Sous-lieutenant Joseph Eltenbrand - Compagnie de Simonsiz (4. Kompanie) Lieutenant Carl de Hahn Sous-lieutenant François Brab - Compagnie de Bilderbeck (10. Kompanie) Sous-lieutenant Antoine Heisch Sous-lieutenant de Mulheim |

Die Husaren, wie andere französische Truppen verfügten über bezahlte Geistliche. Jeden Sonntag hielt der Kaplan die Messe; das ganze Regiment nahm in großer Uniform mit Waffen und Musik teil.
Das Regiment bestand zu diesem Zeitpunkt aus 43 Offizieren, 350 Unteroffizieren und Husaren, von denen 120 unberitten waren. Garnison war Landau (Pfalz).
Mit Anordnung von 1764 wurden dem Regiment Donchery und Mouzon als Garnison zugeteilt. Die Personalstärke lag bei 4 Escadrons zu je 2 Kompanien, die Kompanie war 25 Mann stark. 1765 erfolgte die Verlegung nach Vaucouleurs und nach Limoges. Auf königliche Anordnung wurde die Personalstärke von 25 auf 40 Mann erhöht. Im Oktober 1766 wurde Mouzon wieder Garnison, 1767 Epinal und Mirecourt.
Zu diesem Zeitpunkt betrug der jährliche Salär bei einer achtjährigen Verpflichtung zwischen 54 und 62 Livres.
Ab 1768 war die Garnison in Landau (Pfalz). Das Regiment wurde zur Jagd auf Deserteure eingesetzt. Die Kavallerie bildete in dieser Zeit eine Postenkette entlang der Grenze um Desertionen zu verhindern. 1770 lag das Regiment in Saint-Avold und kehrte 1774 nach Landau zurück. 1775 in Saint-Mihiel, 1776 in Stenay, 1777 Saint-Mihiel. Zur Aufstellung des Régiment hussards Colonel Général mussten die bestehenden Regimenter die 5. Escadron abgeben. Garnison war 1781 Saint-Mihiel, 1783 bis 1787 Commercy, 1788 Charleville mit Detachements in Donchéry.

### Anordnung von 1788
Im März des Jahres wurde angeordnet, dass das „Régiment de Bercheny“ aus 4 Escadrons zu je 2 Kompanien zu bestehen habe. Jede Escadron stand unter dem Kommando eines Chef d’escadron. Teile des Personals der aufgelösten Regimenter „Royal-Nassau hussards“, „de Franche-Comte hussards“ und „de Marche hussards“ wurden durch Anordnung des Königs eingegliedert. Das Husarenregiment bestand jetzt aus vier Escadrons im Gegensatz zu den anderen Kavallerieregimentern, die nur aus drei Escadrons bestanden. Die Friedensstärke lag bei 700 Mann, während die Kriegsstärke 900 Mann betrug. 320 Mann kamen aus dem Elsass, 145 Mann aus Deutsch-Lothringen (Lorraine allemande) 35 Mann aus Deutschland usw. – lediglich zwei Mann kamen noch aus Ungarn.
Zu diesem Zeitpunkt war das Regiment in einem schlechten Zustand, Bewaffnung, Kasernen und die Bevorratung wurden allgemein als armselig bezeichnet.

### Stellenbesetzung 1788
Das Regiment war in Charleville stationiert und hatte die folgende Stellenbesetzung:
- Stab

Comte Antoine de Bercheny, Colonel und Regimentsinhaber, Mestre de camp
Marquis de Turpin, Colonel en second und de facto Kommandant
Marquis de Pange, Colonel (zugeteilt)
de Vandal, Lieutenant-colonel
de Baudinot, Major
- Chefs d’escadrons

de Bonnaire, Charles de Thumery, de Moll, Comte de Linange-Grünstadt
- Compagnie Mestre de camp (als Leibkompanie des Regimentsinhabers)

Lieutenant Ladislas de Szombathely
Sous-lieutenant Paul Berken
1. Escadron
| I. | II. |
| --- | --- |
| 1. Kompanie Capitaine commandant de Liange-Westerbourg Capitaine Baron de Haacke (ersatzweise) Lieutenant Brissach Sous-lieutenant de Beaupré Porte étendard Michalffy (Fähnrich) | 2. Kompanie Capitaine commandant de Ziegelfeld Lieutenant chevalier de Vandal Lieutenant Heutschy (überzählig) Sous-lieutenant de Hunoldstein Sous-lieutenant Marquis de Villers (ersatzweise) |

2. Escadron
| I. | II. |
| --- | --- |
| 1. Kompanie Capitaine de Moll Capitaine de la Rochefoucault (ersatzweise) Lieutenant Baron de Ziegeser (abwesend) Sous-Lieutenant Paul de Szombathely Porte étendard Ehret | 2. Kompanie Capitaine de Roberdeau Lieutenant de Bilderbeck Lieutenant Saver (überzählig) Sous-Lieutenant de Thezau Sous-Lieutenant de la Brousse (abwesend) |

3. Escadron
| I. | II. |
| --- | --- |
| 1. Kompanie Capitaine de Linange-Westerbourg Lieutenant Chevalier d’Urré Lieutenant Kouff (überzählig) Sous-lieutenant Chevalier de Sogny Sous-lieutenant d’Esnard (ersatzweise) Porte étendard Blessy (abwesend ohne Urlaub) | 2. Kompanie Capitaine de Guentz (abwesend ohne Urlaub) Capitaine de Müller (ersatzweise) Lieutenant Heid Sous-lieutenant Comte d’Ambly |

4. Escadron (mit Detachement in Donchery)
| I. | II. |
| --- | --- |
| 1. Kompanie Capitaine de Vioi Capitaine de Vabernard (ersatzweise) Lieutenant Max de Szombathely Sous-lieutenant de Kirschberg Porte étendard Tryer | 2. Kompanie Capitaine Chevalier de Szombathely Lieutenant de Manteville Lieutenant Colarde (überzählig) Sous-lieutenant Comte d’Hennezel Sous-lieutenant Chevalier d’Alsace (ersatzweise) |

## Revolution
Wie alle Regimenter entsandte auch „de Bercheny“ eine Abordnung zum Fête de la Fédération, bestehend aus:
- Lieutenant-colonel de Vandal (57 Jahre alt, 40 Dienstjahre)
- Maréchal des logis Thomas Wiel (44 Jahre alt, 34 Dienstjahre)
- Brigadier Trompette Christian Cossackoffsky (66 Jahre alt, 49 Dienstjahre)
- Cavalier 1re classe[21] Georges Lindner (55 Jahre alt, 34 Dienstjahre)

Somit waren die ältesten Husaren des Regiments geschickt worden.
Die Einheit wurde zunächst zur Überwachung der Wege an die Saar, und von Sarreguemines nach Saarlouis abgestellt. Dann folgte die Abkommandierung nach Thionville. Durch die sogenannte Emigration (die königstreuen Soldaten verließen die Armee) war der Personalbestand auf etwa 200 Mann mit 500 Pferden geschrumpft.

### Kriege der Revolution
Am 1. Januar 1791 verlor das Regiment seinen bisherigen Namen und hieß von nun an 1er régiment de hussards
- 1792:

Nach der Kanonade bei Valmy ritt das Regiment am 6. November 1792 eine bemerkenswerte Attacke und konnte sich in der Schlacht bei Jemappes und im Gefecht bei Anderlecht auszeichnen.
- 1793: zunächst im Depot in Reims folgte die Teilnahme an der Schlacht bei Neerwinden und Abstellung zur Armee in den spanischen Niederlanden.
- 1794: Schlacht bei Boulou
- 1796: Feldzug in Italien, Schlacht bei Castiglione, Schlacht bei Mondovi, Schlacht bei Fombio, Schlacht bei Lodi, Schlacht von Borghetto, Schlacht bei Lonato, Schlacht bei Alba, Schlacht bei Rovereto, Schlacht bei Bassano, Gefecht bei San Giorgio Bigarello, Schlacht bei Arcole
- 1797: Schlacht bei Rivoli, Schlacht bei La Favorite, Schlacht am Piave, Schlacht bei Valvasone, Schlacht bei Gradisca
- 1799: Schlacht bei Paolo, Schlacht bei Magnano, Schlacht bei Valence, Schlacht bei Canope, Schlacht bei San Giuliano, Schlacht bei Novi
- 1800: Schlacht bei Marengo

In der Zeit von 1792 bis 1801 nahm das Regiment an 37 Schlachten, 168 Gefechten und 1310 Scharmützeln teil. Es konnte hierbei 26.300 Gefangene machen, 40 Fahnen und 303 Geschütze erbeuten.

### Erstes Kaiserreich
- 1805: Feldzug in Deutschland

Schlacht bei Haslach-Jungingen
Schlacht bei Elchingen
Schlacht bei Ulm
Schlacht bei Austerlitz.

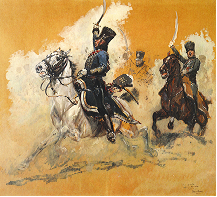
Angriff der 1^{er} hussards

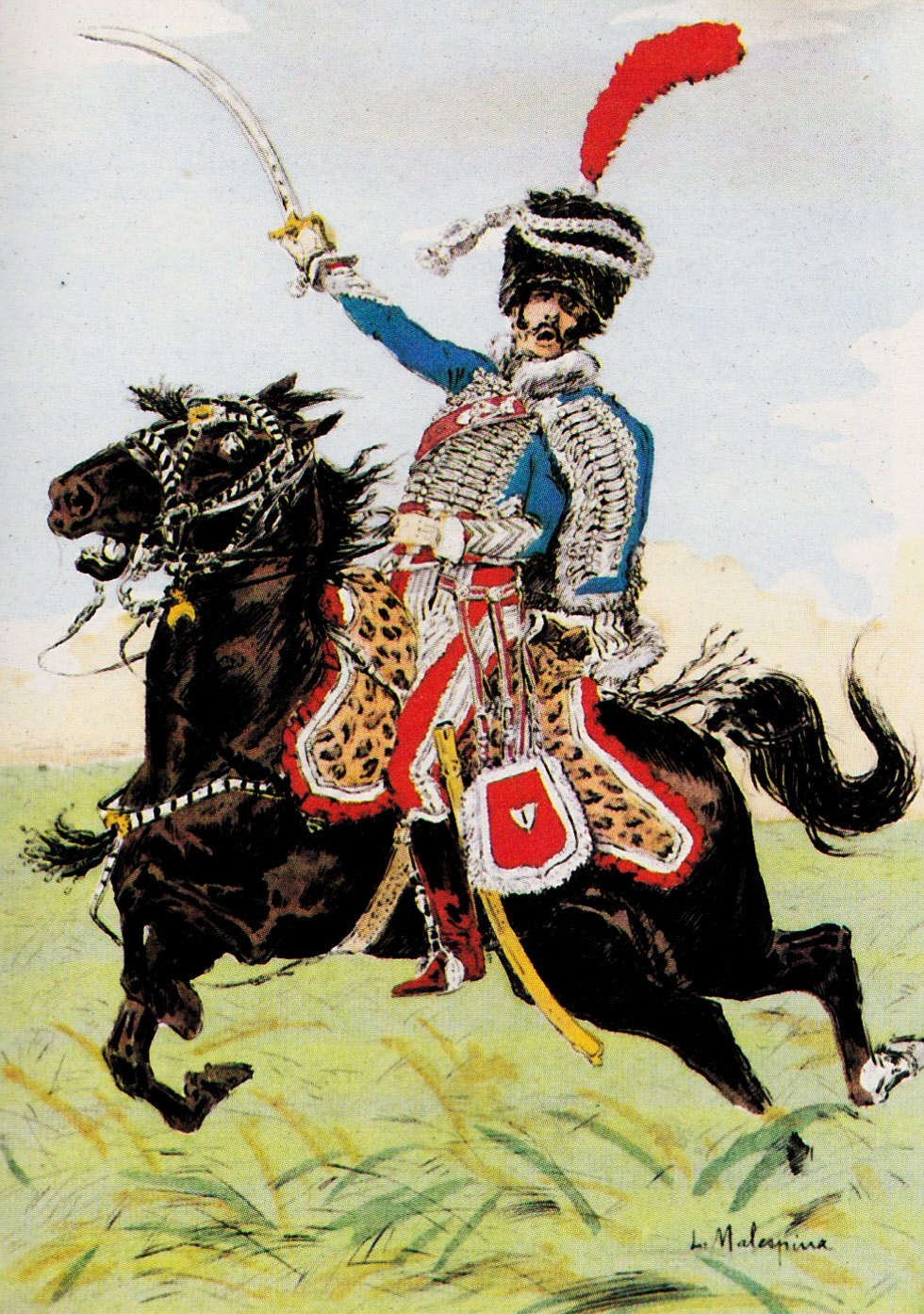
Chef d’escadron der 1^{er} hussards bei einer Attacke. Zeichnung von Louis-Ferdinand Malespina

- 1806: Feldzug in Preußen und Polen

Mit Auszeichnung kämpften die „1er hussards“ in der Schlacht bei Jena und Auerstedt. Als Anerkennung bestimmte Kaiser Napoleon das Regiment zu seiner Garde während die eigentliche Gardekavallerie abwesend war.
- 1807: Schlacht bei Eylau, Schlacht bei Heilsberg, Schlacht bei Friedland
- 1808: Verlegung auf den spanischen Kriegsschauplatz

1809: Schlacht bei Braga, Schlacht bei Santille
1811: Invasion von Portugal, Schlacht bei Sabugal.
1812: Schlacht bei Monasterio
- 1813: Feldzug in Deutschland

Schlacht bei Bautzen, Schlacht bei Großbeeren, Völkerschlacht bei Leipzig, Schlacht bei Hanau (nur 1. Escadron).
- 1814: Schlacht am Mincio (1814).
- 1815: Feldzug in Belgien

Schlacht bei Namur.

### Restauration
Während der Restauration trug das „1er régiment de hussards“ nacheinander die Namen „Hussards du Roi“, „Hussards du Jura“, „Hussards de Chartres“.

### Französische Invasion in Spanien
Im Zuge der Französischen Invasion in Spanien 1823 war das Regiment dem 1. Korps der „Spanischen Armee“ zugeteilt und konnte sich in den Gefechten bei Puerto de Mirabete (2. Juni 1823) und bei Astorga (30. September 1823) auszeichnen.

### 1830 bis 1848

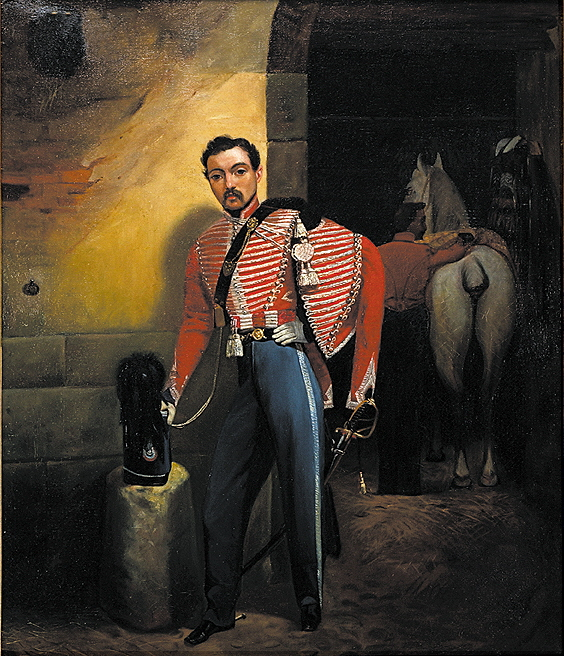
Lieutenant des 1^{er} hussards um 1840

1831 war das Regiment der Interventionstruppe bei einem möglichen Einsatz in Belgien zugeteilt.

## Zweites Kaiserreich
- 1854: Einsatz im Krimkrieg. Hauptaufgabe war die Erkundung.

### Deutsch-Französischer Krieg
In diesem Konflikt hatte das Regiment schwere Verluste zu erleiden.
In der Schlacht bei Sedan bildete es eine Brigade mit dem 6e régiment de chasseurs à cheval. Bei einer Attacke gegen Truppen der deutschen 22. Division geriet das Regiment in schweres Abwehrfeuer und wurde in kürzester Zeit auf 150 Mann reduziert. Vier Offiziere sind gefallen: Lieutenant-colonel de Gantés, Capitaine Albaret, (Kommandant der 5. Escadron), Capitaine de Bullet und der Sous-lieutenant de Saint-Georges. Insgesamt verlor das Regiment durch Tod oder Verwundung 11 Offiziere und 316 Unteroffiziere und Mannschaften.

### 1871 bis 1914

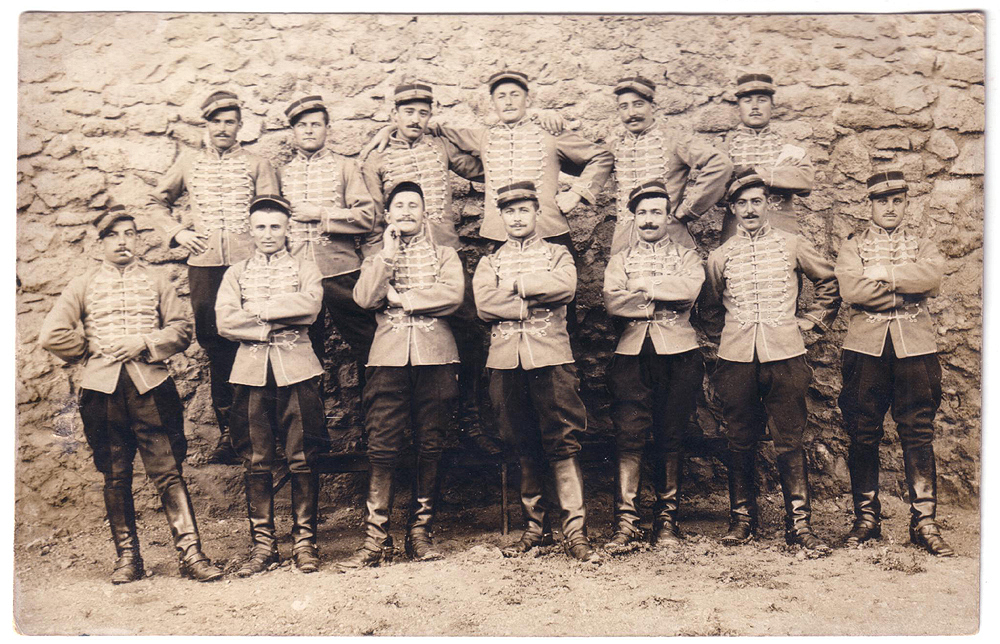
Mannschaften im Dolman (1905)

Ab 1871 waren die Husaren bei der Eroberung von Algerien eingesetzt und hier speziell bei den Operationen in der Kabylei.
1882 kehrte die Einheit nach Frankreich zurück und verbrachte die nächsten 30 Jahre im Garnisonsdienst.

### Erster Weltkrieg
→ Französische Kavallerie im Ersten Weltkrieg
Das Regiment hatte eine Personalstärke von 35 Offizieren, 63 Unteroffizieren und 677 Mannschaften.
Eingesetzt war es zunächst mit dem 2. Korps in Lothringen. Hauptaufgabe war Aufklärung und Abschirmung.
- 1914

Schlacht an der Trouée de Charmes. Kämpfe am Kemmel und an der flandrischen Küste
- 1915

Einsatz bei Perthes (Ardennes), Winterschlacht in der Champagne
- 1916

In den Argonnen
- 1917

Die Husaren mussten absitzen und wurden infanteristisch eingesetzt. Das Regiment kämpfte im Bereich Verdun Mort-Homme.
- 1918

Wieder beritten gemacht. Einsatz bei den Operationen an der Saar.

### Zwischenkriegszeit
- 1935: Das Regiment wurde modernisiert und teilweise mit Motorrädern ausgestattet. Nichtsdestoweniger war es eins der letzten Kavallerieeinheiten, das noch mit Pferden ausgestattet war. Garnison war Angers.

### Zweiter Weltkrieg
Das „1er régiment de hussards“ bildete bei der Mobilmachung zusammen mit dem 8e régiment de chasseurs à cheval die 1. Kavalleriebrigade in der 1. Kavalleriedivision. Im November 1940 wurden die Kavalleriedivisionen in „Divisions légères de cavalerie (DLC)“ Leichte Kavalleriedivisionen umgewandelt.
Schlacht um Frankreich
Am 10. Mai 1940 überquerte des Regiment die Grenze nach Belgien, um dann im Mai und Juni unter dem Preis hoher Verluste den Rückzug zu decken. Bei Mont-Dieu konnten 400 Husaren drei Tage lang die Angriffe von fünf deutschen Bataillonen aufhalten. Dabei wurden 190 Mann getötet, verwundet oder vermisst. Nach dem Waffenstillstand von Waffenstillstand von Compiègne wurde das Regiment aufgelöst.

## Nachkriegszeit
Operationen im Ausland (seit 1945)

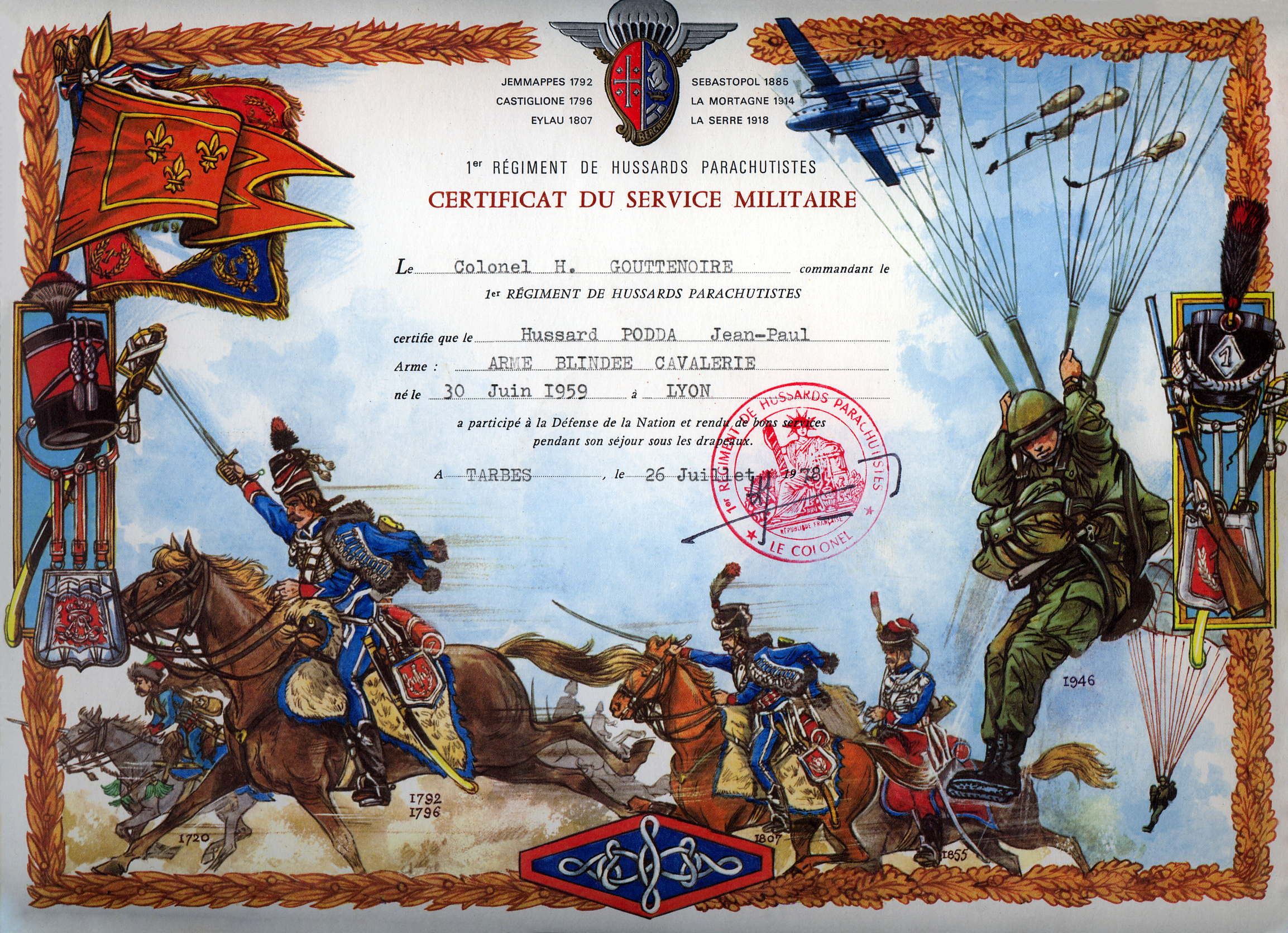
Diensturkunde (26. Juli 1978) des Regiments

Im Jahre 1945 wurde anlässlich einer Inspektion durch Maréchal de Lattre de Tassigny die bisherige „25. Division“ in „25. Luftlandedivision“ (25 e division aéroportée) und das „1er regiment de hussards“ in „1er regiment de hussards parachutistes“ umbenannt. Im März 1946 wurden die Husaren nach Algerien verlegt und in Constantine im „Quartier Gallifet“ stationiert.
- 1948: Eine Escadron kämpfte im Indochinakrieg.
- 1949: Verlegung nach Auch
- 1956:

„Opérations du RIF Marocain“ (Marokko)
Einsatz im Algerienkrieg
- 1961: Am 11. Juli verließ das Regiment Algerien und kam zwei Tage später in Marseille an. Am 14. Juli wurde es vorübergehend im Lager Mourmelon untergebracht. Am 30. August wurde es im Quartier Fabert in Sedan stationiert und verlegte am 6. November in das Quartier Larrey in Tarbes. Es bestand aus drei Aufklärungsescadrons mit Hotchkiss M201 und einer Ausbildungsescadron.

Operationen im Ausland seit 1978

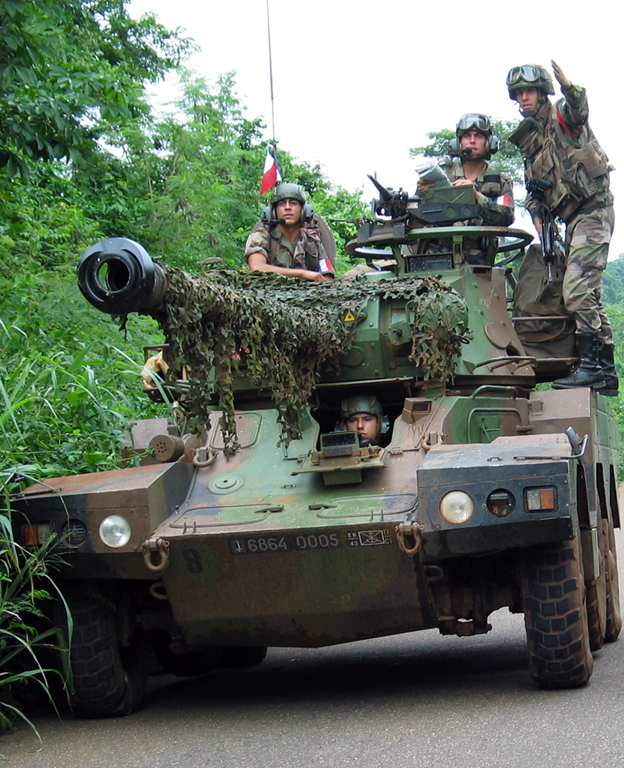
Patrouille des 1^{er} RHP auf ERC 90 in Côte d'Ivoire (2003)

Das Regiment war seit 1978 in Afrika, im Mittleren Osten und in Ex-Jugoslawien eingesetzt.
- 1978: Einsatz im Süd-Libanon im Kader der FINUL (Forces Internationales des Nations unies pour le Liban)
- 1979: Intervention im Tschad im Kader der Opération Tacaud
- 1983: Intervention im Libanon
- 1984: Intervention im Tschad im Kader der Opération Manta dann der Opération Épervier
- 1990: Einsatz im Ersten Golfkrieg
- 1993: Intervention in Ex-Jugoslawien bei Bihac, Force de protection des Nations unies (FORPRONU)
- 1994: Intervention in Ruanda im Kader der Opération Turquoise
- 1995:

Militärmission im Tschad und in der Zentralafrikanischen Republik
Intervention in Sarajevo in Ex-Jugoslawien, FORPRONU
- 1996:

Intervention in Sarajevo in Ex-Jugoslawien, IFOR
Intervention in Rajlovac in Ex-Jugoslawien, IFOR (Division Salamandre)
- 1999: Intervention in Mazedonien (Opération TRIDENT), in Albanien, in Französisch-Guayana (Section de Recherche et Reconnaissance), au Tschad (Mission Opération Épervier), im Kosovo…
- 2000: Mission in der République de Côte d’Ivoire
- 2001:

Mission KFOR im Kosovo
Mission in der République de Côte d’Ivoire
- 2002:

Mission Opération Épervier im Tschad
Mission KFOR im Kosovo
Mission Opération Licorne in der République de Côte d'Ivoire
- 2003:

Mission ARTEMIS in der Demokratische Republik Kongo
Opération Boali in der Zentralafrikanischen Republik
Mission SFOR in Bosnien-Herzegovina
Mission KFOR im Kosovo
Opération Pamir in Afghanistan
Opération Épidote in Afghanistan
- 2004:

Mission Opération Licorne in der République de Côte d'Ivoire
Mission Opération Carbet in Haïti
Mission im Senegal
Mission TRIDENT im Kosovo
- 2005: Mission LICORNE in der République de Côte d'Ivoire
- 2006:

Mission Opération Pamir in Afghanistan (PAMIR XIII)
Mission LICORNE in der République de Côte d'Ivoire
Mission TRIDENT im Kosovo
- 2007:

Mission Opération Pamir in Afghanistan (PAMIR XV)
Mission TRIDENT im Kosovo
Mission Opération Épervier im Tschad
- 2008: Mission Opération Pamir in Afghanistan (PAMIR XX)
- 2008 bis 2009: Mission EUFOR (Force de l'Union européenne) im Tschad
- 2010: 1. Escadron im Kosovo – 2. Escadron in Afghanistan – 4. und 5. Escadsron im Senegal
- 2011: Mission Opération Licorne in der République de Côte d'Ivoire
- 2013:

Opération Serval in Mali
Opération Sangaris in der Zentralafrikanischen Republik
- 2014: Opération Sangaris in der Zentralafrikanischen Republik
- 2014 bis 2015:

Opération Barkhane im Tschad
Mission Daman 22 im Libanon
- 2015: Opération Barkhane im Tschad

## Devise
Eine Zeit wurde die Devise „Aultre ne veult“ geführt, dann übernahm das Regiment wieder die Devise seines Gründers, des Comte Ladislas Ignace de Bercheny :

## Ehrungen
Die Fahne des Regiments trägt die Inschriften der Schlachten, an denen das Regiment beteiligt war:
Die Inschrift La Serre 1918 auf der Standarte lässt sich nicht so ohne weiteres erklären, da es sich bei La Serre um eine Gemeinde im Département Aveyron, also weit in Südfrankreich und damit außerhalb jedes Kriegsgeschehens handelt. Gemeint ist wahrscheinlich eine Örtlichkeit in der Schlacht an der Aisne (1918)

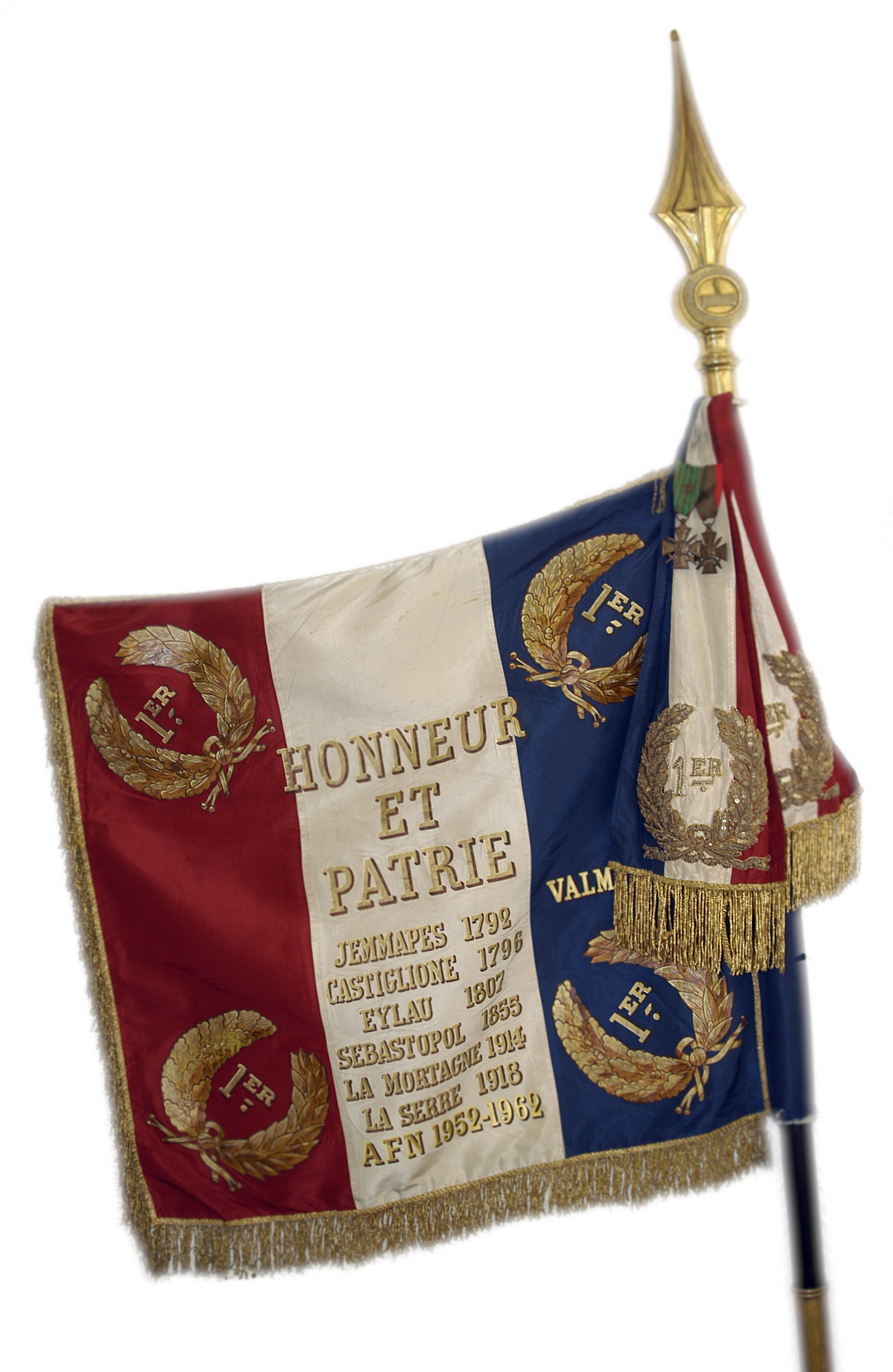
Standarte des 1^{er} RHP

Die Standarte des Regiments ist mit dem Croix de guerre (1914–1918) mit einem vergoldeten Stern (Erwähnung im Tagesbefehl des Armeekorps), dem Croix de guerre (1939–1945) mit einem Palmenzweig (Erwähnung im Tagesbefehl der Armee) und dem Croix de la Valeur militaire mit zwei Palmenzweigen für die Einsätze in Afghanistan (Operation Pamir) und einem Silberstern für den Einsatz in der „Opération Serval“ in Mali 2013 bis 2015 und die „Opération Barkhane“ in der Sahel-Zone 2015 dekoriert.

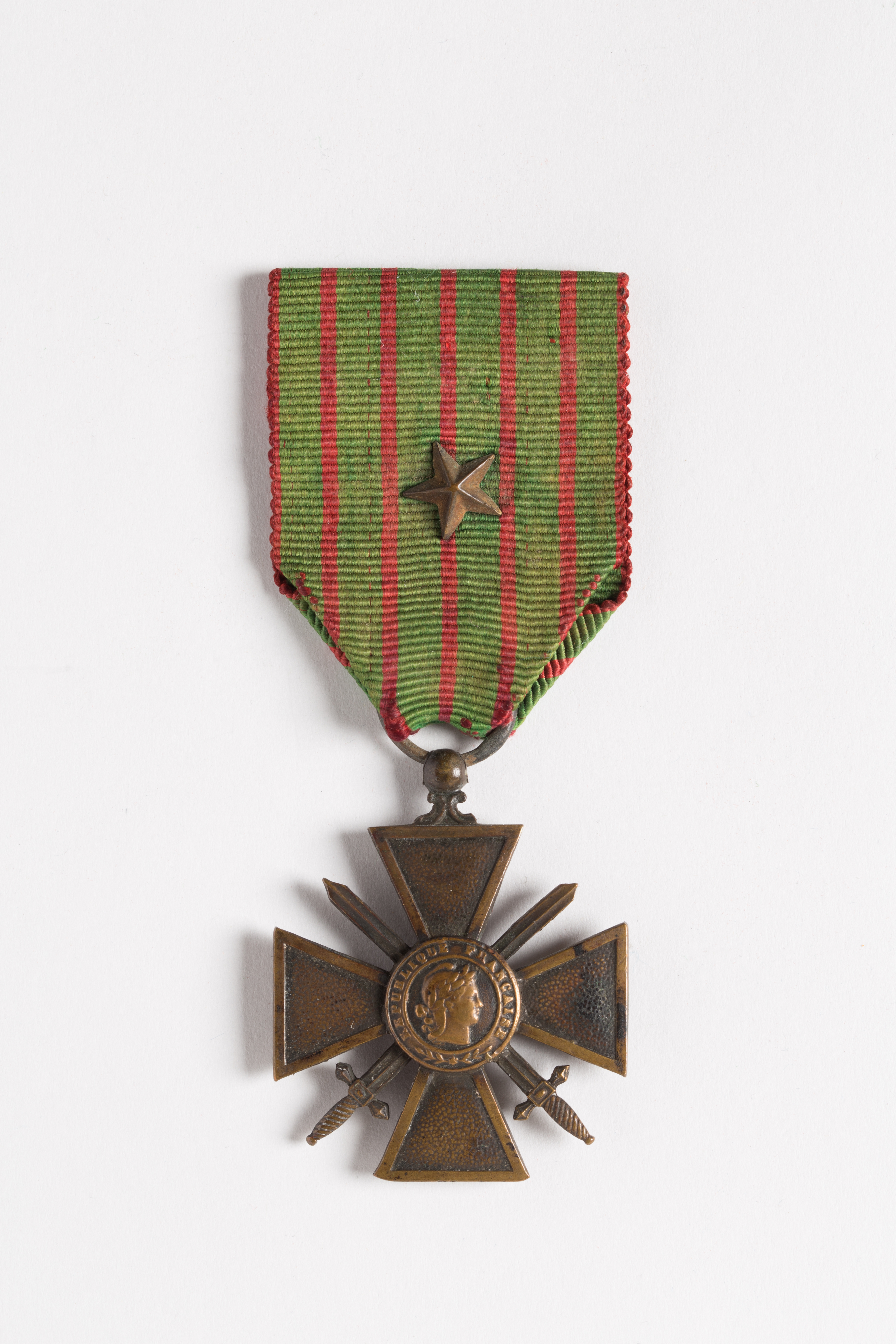
Croix de guerre (1914–1918) mit einem vergoldeten Stern
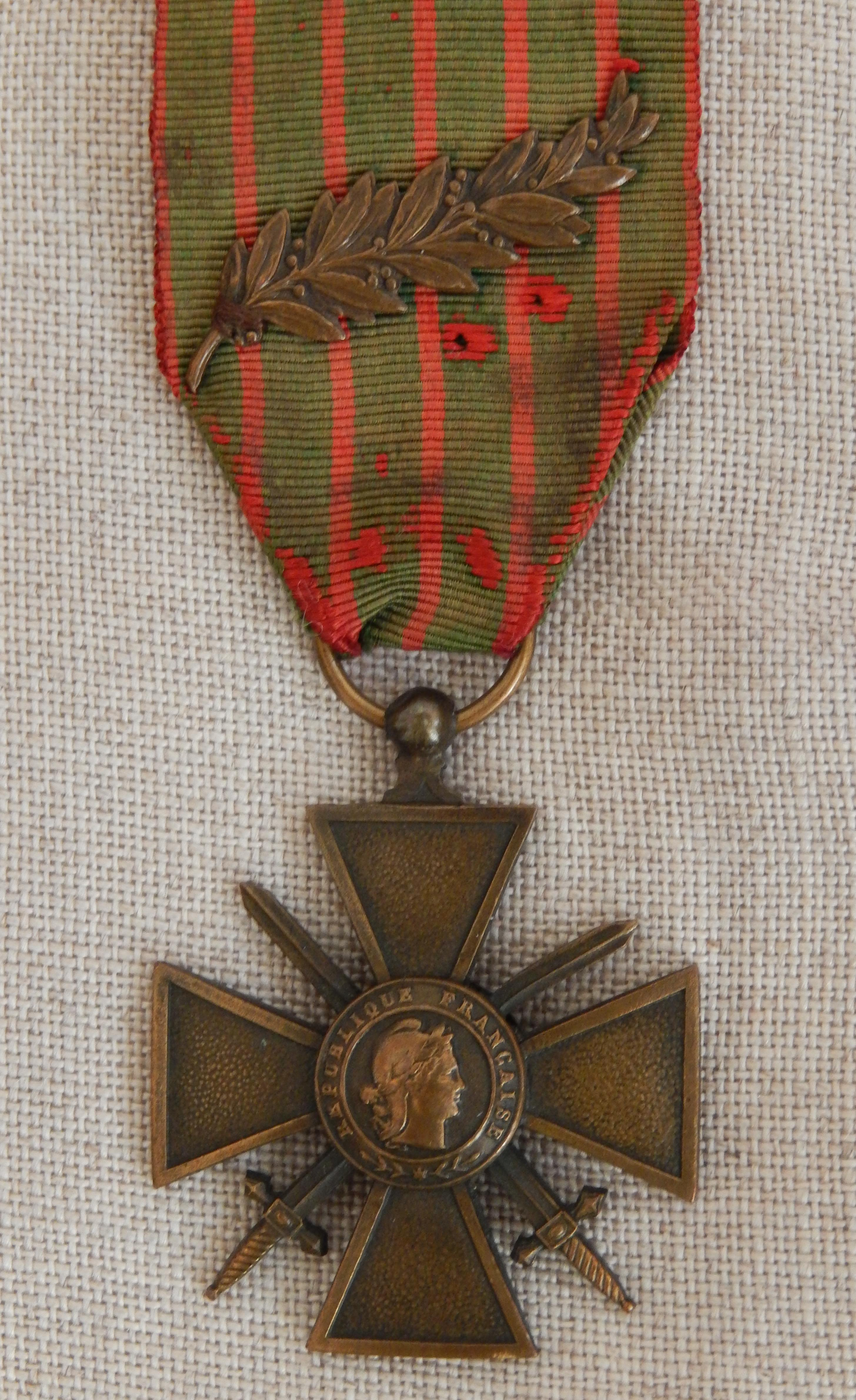
Croix de guerre (1939–1945) mit einem Palmenzweig
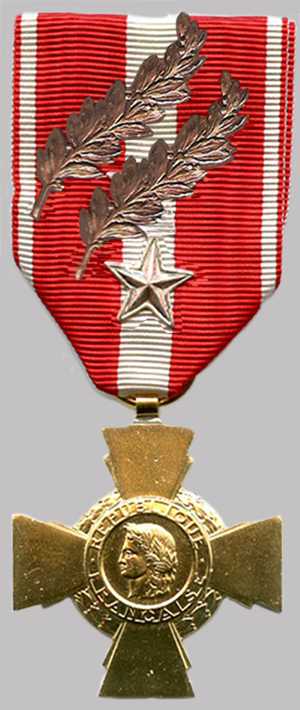
Croix de la Valeur militaire mit zwei Palmenzweigen und einem vergoldeten Stern

### Einzelauszeichnungen 1799 bis 1802
- Pierre Didiot, (Maréchal des Logis): Ehrensäbel
- Célestin Filleul, (Maréchal des Logis): Ehrenmuskete
- François Fritz, (Brigadier): Ehrenmuskete
- Charles Lahaye, (Maréchal des Logis) : Ehrensäbel
- Joseph Michel, (Husar): Ehrenmuskete
- Philippe Poncet, (Husar): Ehrenmuskete
- Gaspard Scherer, (Husar): Ehrenmuskete

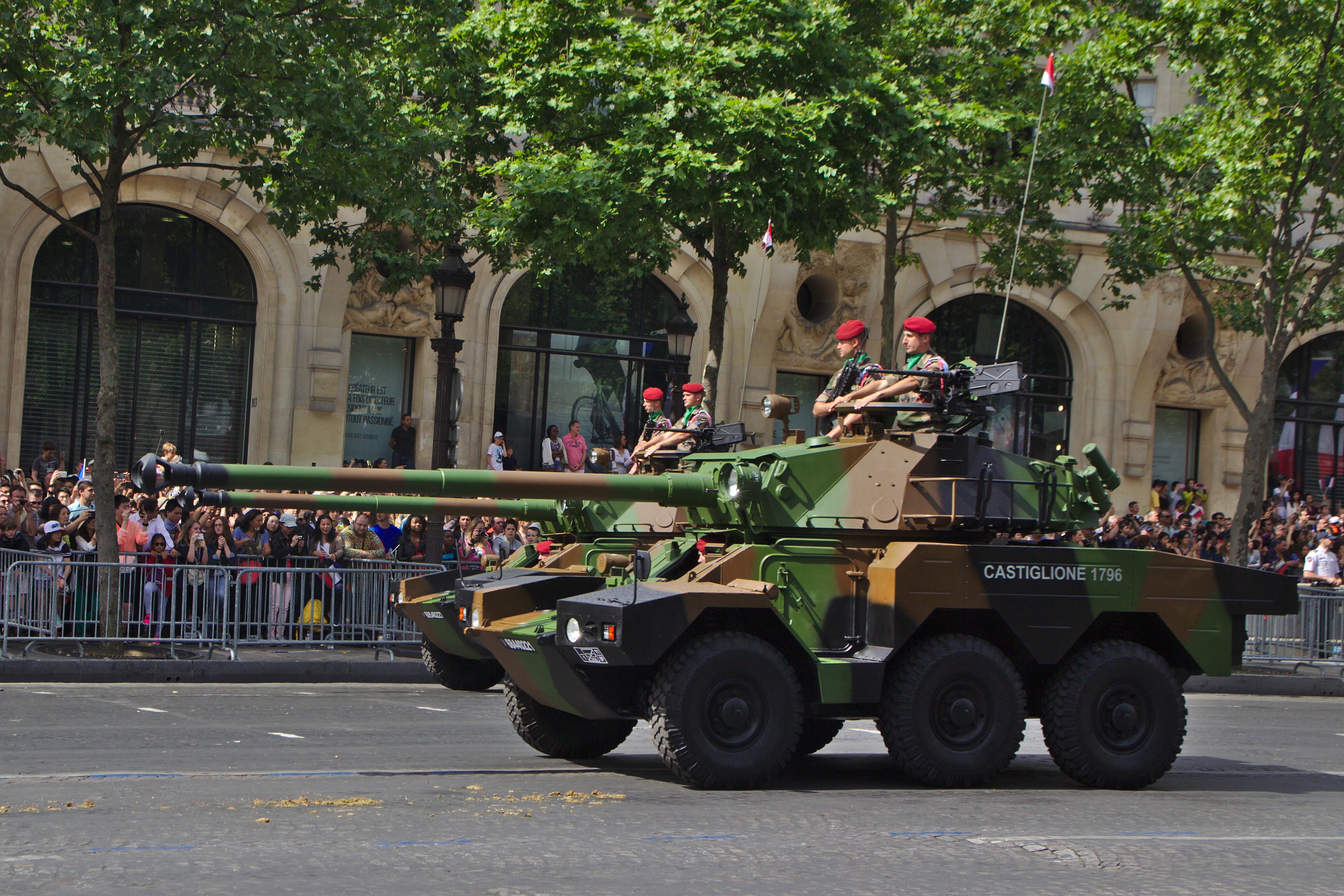
ERC-90 des Regiments während der Parade auf der Avenue des Champs-Élysées (14. Juli 2015)

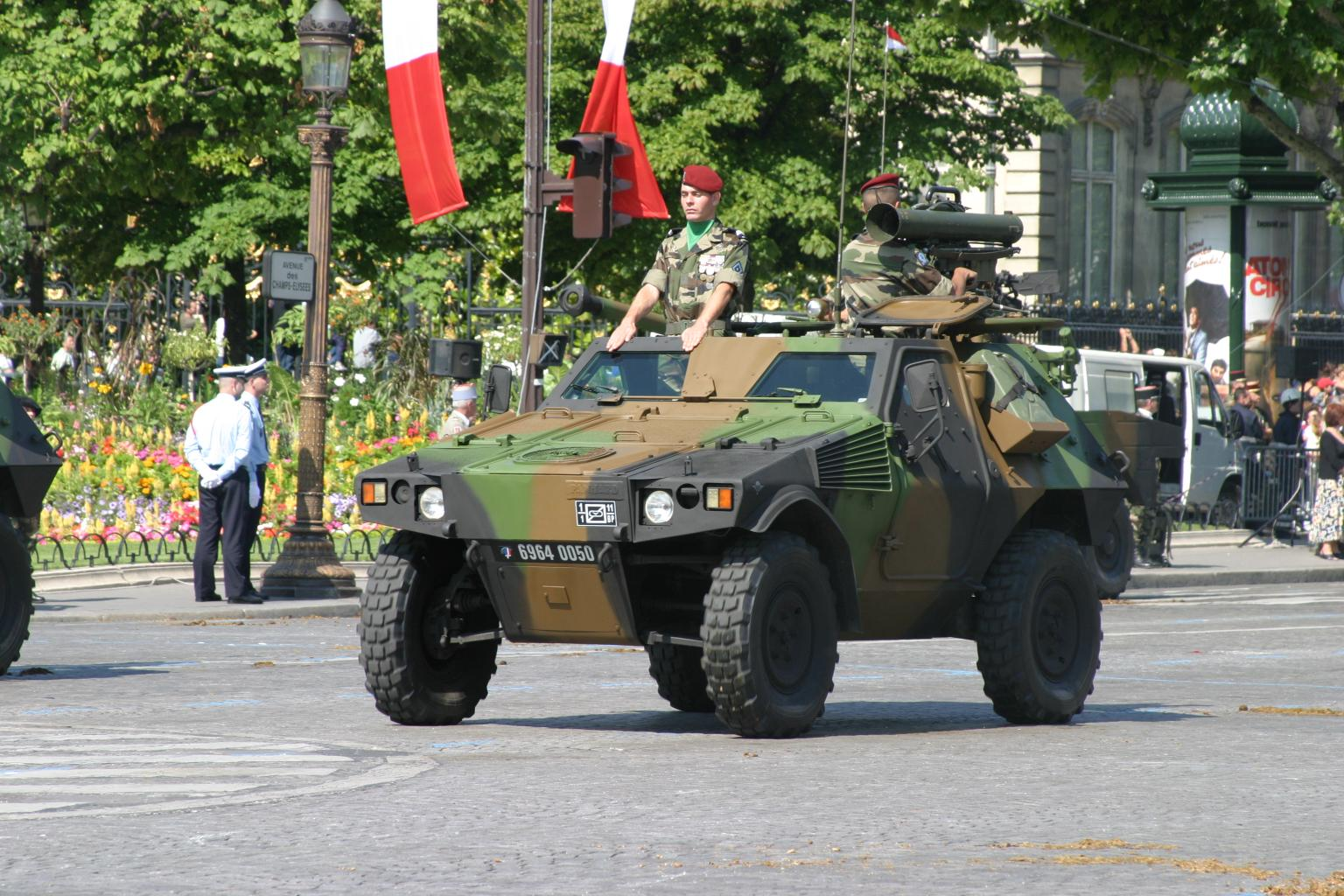
Ein VBL mit einer Panzerabwehrrakete Milan (2004)

## Persönlichkeiten, die im Regiment gedient haben
- Ferdinand-Philippe d'Orléans, duc de Chartres, dann duc d'Orléans, Dauphin de France
- Général Jean-Antoine Marbot
- Général Baron Marcellin de Marbot
- Général Comte Frédéric Henri Walther, im Regiment als Soldat bis zum Capitaine
- Général Nicolas-François Christophe (Capitaine 1793)
- Louis Bro, Soldat, später Général de cavalerie
- Colonel Nicolas Charles Victor Oudinot
- Olivier de Germay, Erzbischof von Lyon
- Gaston de Galliffet

## Aufgaben
Bercheny Houzards ist das einzige gepanzerte Regiment der „11. Fallschirmbrigade“. Das „1er RHP“ erfüllt für die Fallschirmbrigade alle Aufgaben eines leichten Kavallerie-Regiments: Feuerunterstützung, Aufklärung in der Tiefe und in den nahen Flanken eigener Verbände, Panzerabwehr, Sicherung im eigenen rückwärtigen Raum oder Flanken.
Seine primäre Aufgabe ist die erste Intervention in einem interaktiven Rahmen im Kern von Krisensituationen. Das Regiment wird im Gefechtsdienst der verbundenen Waffen eingesetzt und für die Aufklärung, aber auch im Rahmen von Interventionen humanitärer Art unerlässlich ist. Die Soldaten des „1er RHP“ müssen die Lebendigkeit, Aufgeschlossenheit und das Situationsbewusstsein der Husaren mit der Härte, dem Mut und der Strenge der Fallschirmjäger verbinden. Seine Ausrüstung kann mit Fallschirmen, im Lufttransport oder auf jedem anderen militärischen Transportweg bewegt werden. Oft finden gemeinsame Aktionen mit den Spezialeinheiten der Commandement des forces spéciales terrestres (BFST) statt.

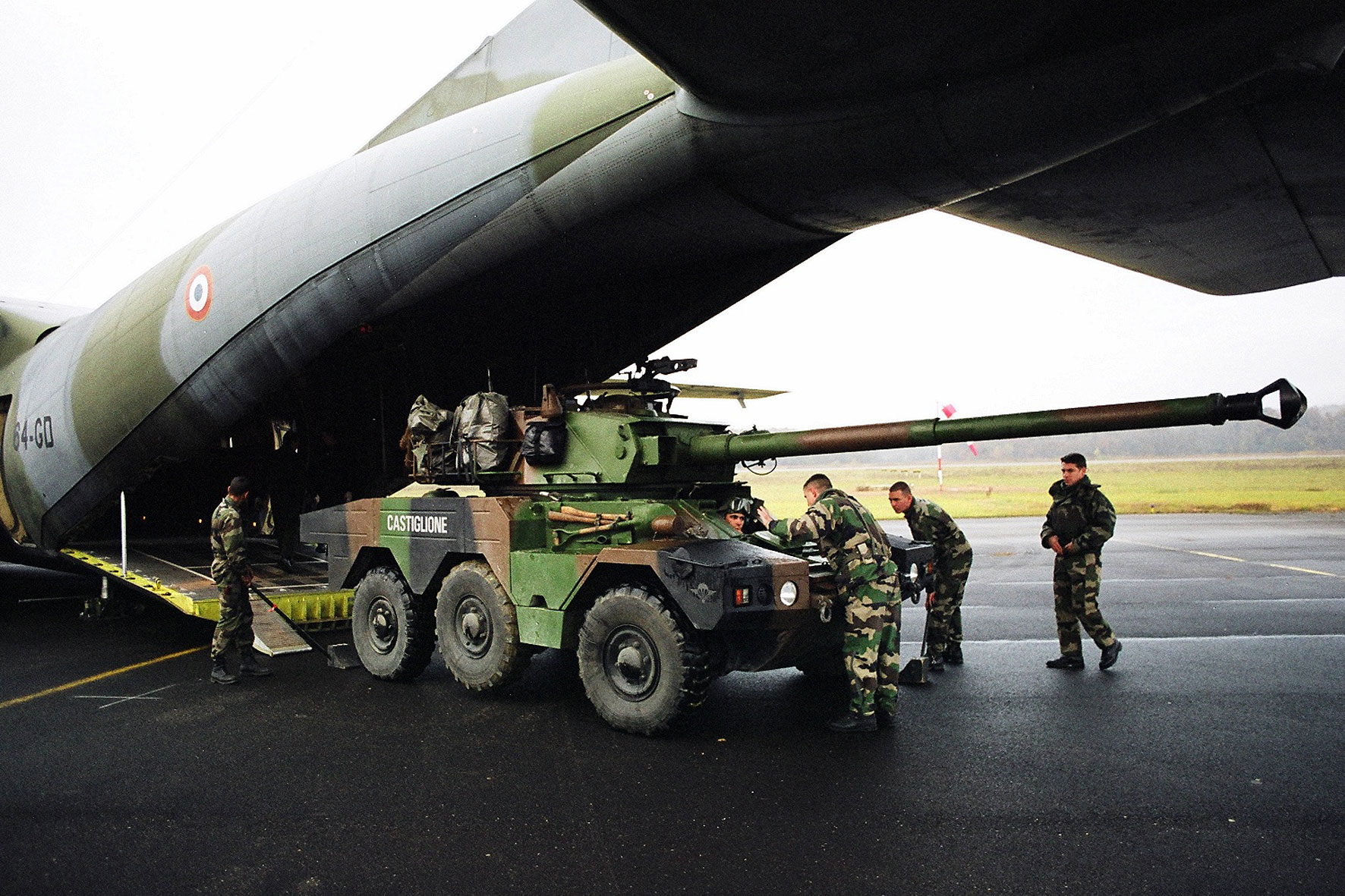
ERC-90 Sagaie des „1er RHP“ beim Entladen aus einer Transall C160
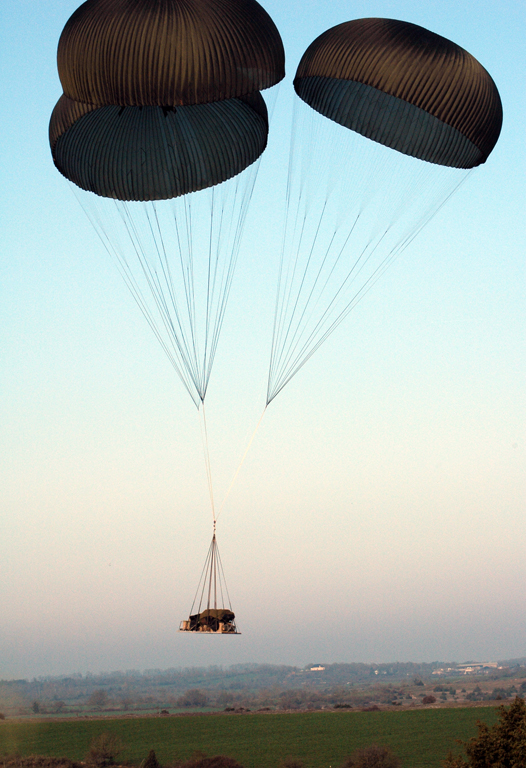
Absetzen eines VBL des „1er RHP“ durch Fallschirmabwurf
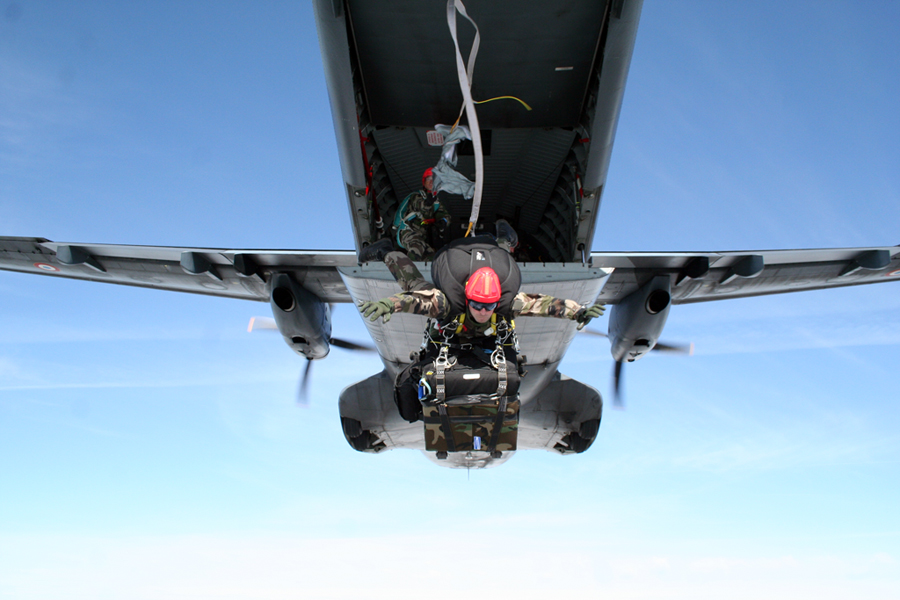
Fallschirmabsprung einer GCP
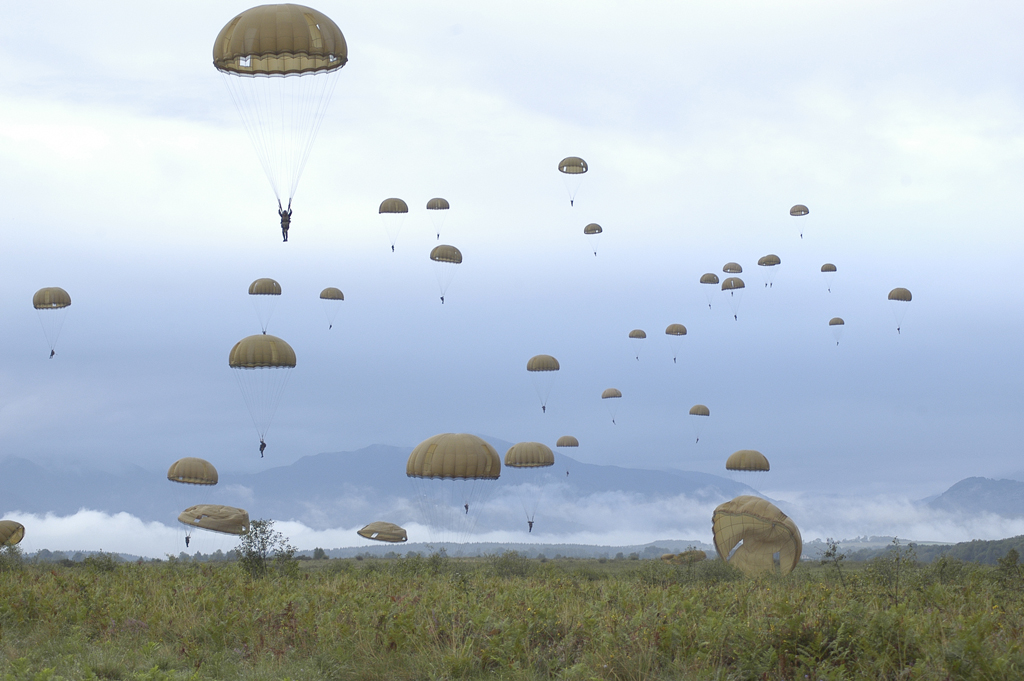
Gruppenabsprung des „1er RHP“

## Zusammensetzung
Das Regiment setzt sich zusammen aus:

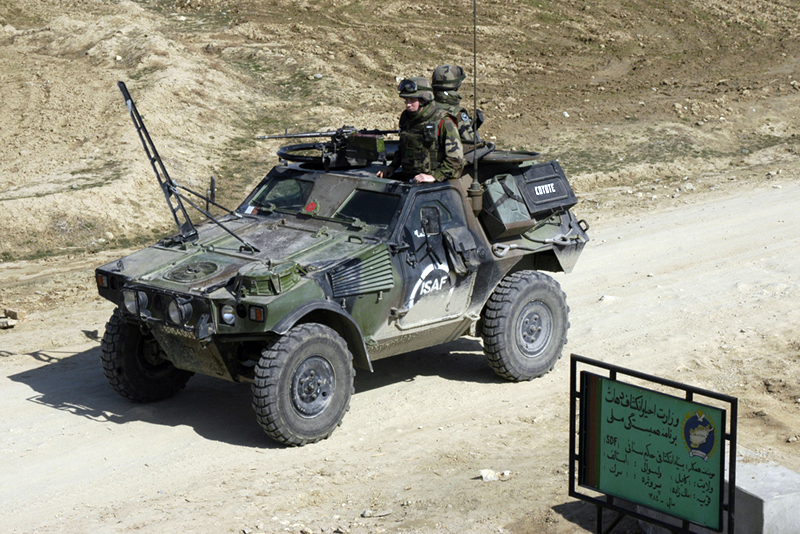
VBL des 1^{er} RHP in Afghanistan

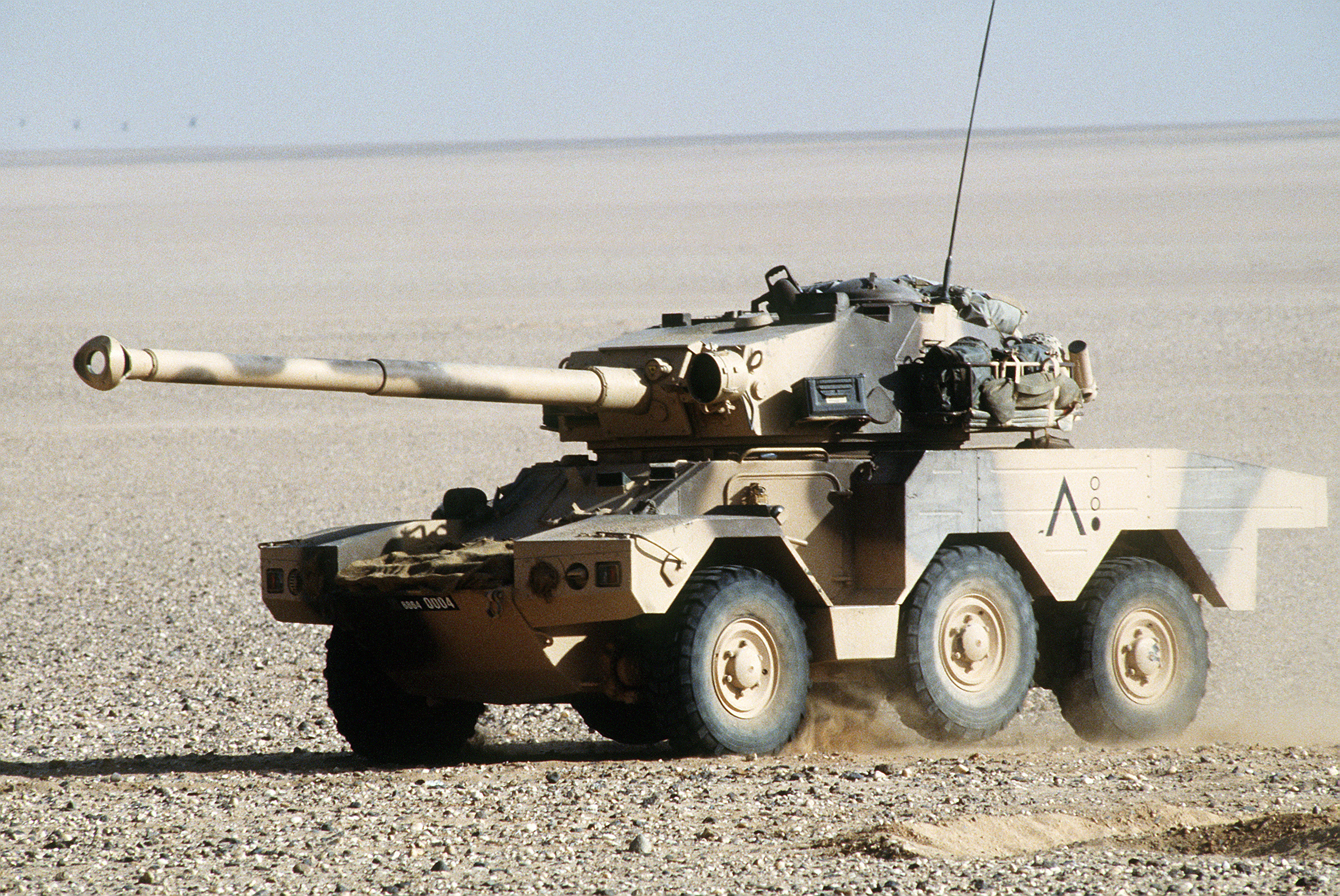
Panhard ERC-90 Sagaie in Saudi-Arabien während der Opération Daguet.

- einer Stabs- und Versorgungsescadron
- drei gepanzerte Escadrons mit ERC-90 Sagaie

1. Escadron
2. Escadron
4. Escadron
- zwei Aufklärungsescadrons (ERIAC) mit Véhicule Blindé Léger

3. Escadron mit einem Panzerabwehrzug (PAC-1) mit AMX-10 RC genannt „die Bulldoggen“ (les bouledogues)
5. Escadron (aufgestellt am 11. März 2016 im Kader des Heeresmodells „Au contact“)
- eine operationelle Reserveescadron

6. Escadron
- 11. Escadron (Aufgelöst am 14. Januar 2011)
- ein Zug Fallschirm-Kommandos
- ein Groupement des commandos parachutistes (GCP, früher CRAP)

### Ausrüstung
- Radpanzer ERC-90 Sagaie
- AMX-10 RC
- Véhicules blindés légers VBL
- Véhicules légers tout terrain-radio-Peugeot P4
- Cagivas (Motorräder)
- VAB
- Panzerabwehrlenkraketensysteme MILAN
- Maschinenkanonen 20 mm
- LRAC – 90 Lance-Roquettes Anti-Char 90 mm (Panzerfaust)

Die Radpanzer ERC-90 Sagaie und AMX-10 RC sollen ab 2020 durch den Engin blindé de reconnaissance et de combat (EBRC) « Jaguar » ersetzt werden.